# Venerdì
Venerdì è il quinto giorno della settimana tra il giovedì e il sabato. 
Il nome deriva dal latino Venĕris dies, giorno di Venere, dea dell'amore, dell'estetica, e dell'armonia.

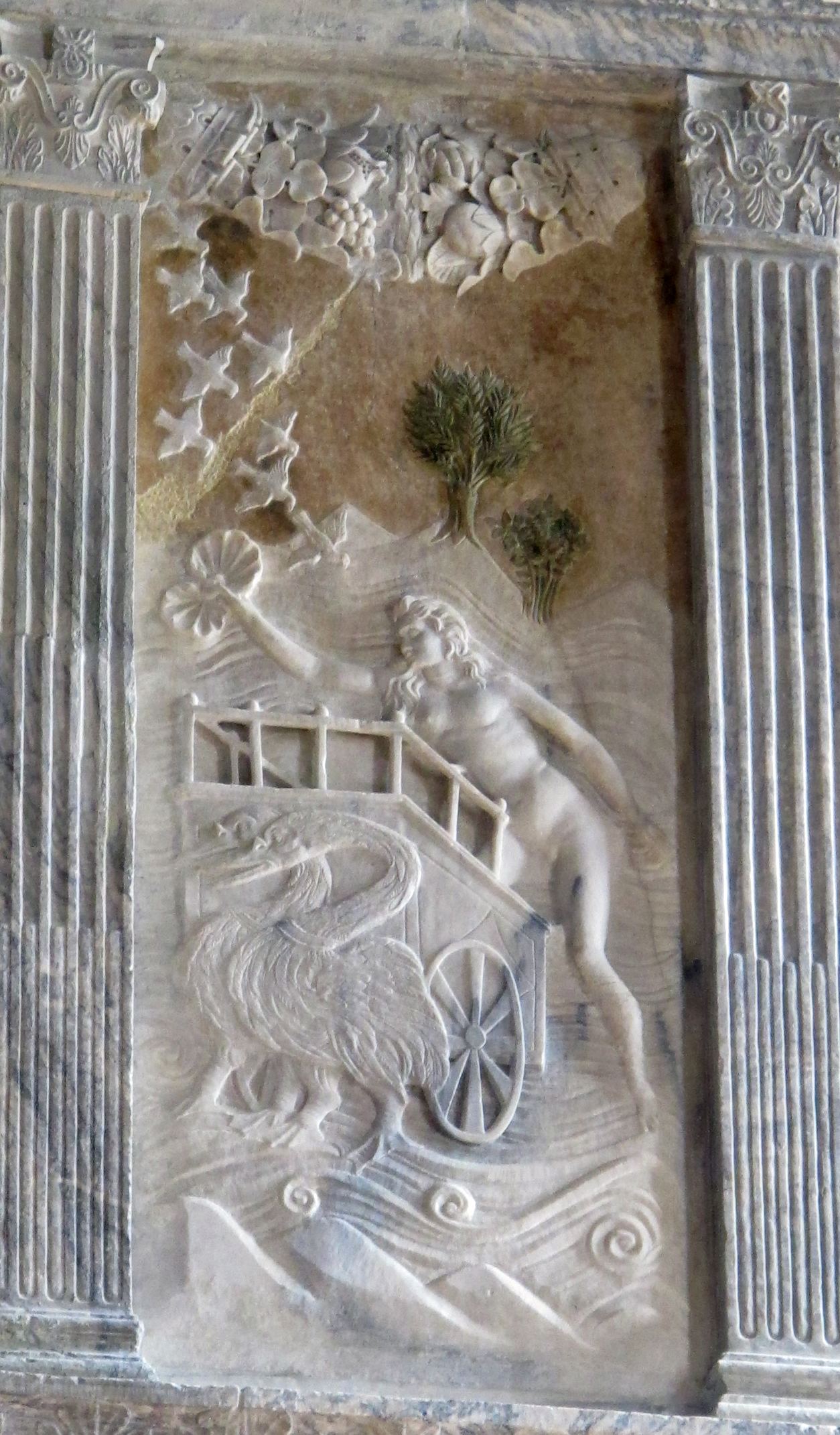
Bassorilievo di Agostino di Duccio nella Cappella dei Pianeti del Tempio Malatestiano a Rimini, raffigurante Venere, astro governatore del venerdì, giorno tradizionalmente dedicato all'arte, alla bellezza e alle questioni d'amore.

## In altre lingue
Il nome inglese Friday e quello tedesco Freitag derivano dal nome della dea germanica Freia, divinità con qualche corrispondenza con la latina Venere e alla quale il venerdì era sacro.
In portoghese il nome è sexta-feira, dal latino liturgico feria sexta, in quanto in tale paese la riforma cristiana dei nomi dei giorni della settimana, per la quale la settimana inizia dalla domenica, ha soppiantato i nomi dedicati a divinità. Un'altra eccezione nel panorama romanzo è costituita dal sardo, il cui termine chenàpura deriva dal latino cena pura con riferimento al cibo preparato dagli ebrei nella vigilia del giorno successivo.

## Festività correlate
Legati alle grandi religioni sono i seguenti venerdì:
- Venerdì santo: due giorni prima di Pasqua, la cristianità ricorda la morte di Gesù.
- Venerdì islamico: per l'Islam il venerdì è il giorno santo in cui ci si reca nelle moschee per la preghiera.
- Venerdì ebraico: al tramonto del venerdì inizia il Shabbath ebraico, che dura fino al tramonto del giorno seguente.

Nella tradizione cristiana il venerdì, essendo il giorno della morte di Gesù, impone ai fedeli il rispetto di certe regole, alimentari e no, quali l'astinenza dalle carni.

## Il venerdì nella tradizione e nella cultura di massa
I romani, in epoca imperiale, stabilivano il venerdì come giorno per pagare le tasse ed eseguire le condanne a morte.
Nella tradizione cattolica il venerdì è giorno di astinenza dalle carni, in ricordo della morte di Gesù Cristo.
Secondo una superstizione diffusa nei paesi cristiani il venerdì è giorno infausto. In particolare, sono considerate particolarmente sfortunate le date venerdì 13 o venerdì 17. Al contrario, nei paesi di cultura islamica, il venerdì è il giorno dedicato alla preghiera.
C'è chi invece considerava il venerdì un giorno fortunato a prescindere dalla data del calendario in cui cadeva: il navigatore Cristoforo Colombo, ad esempio, salpò dal porto di Palos un venerdì. Per i siciliani invece il nato nel giorno di venerdì è un "vinnirinu" (traducibile in "venerdino"), e sarà un uomo valoroso e fortunato.
Nei paesi slavi alcune località sono chiamate con il nome di questo giorno della settimana, perché in questo giorno vi si svolgeva il mercato: ad esempio Piątek in Polonia.